# Жилка, Владимир Адамович
Влади́мир Ада́мович Жи́лка (27 мая 1900, д. Макаши, ныне Несвижского района Минской области ― 1 марта 1933, Уржум) ― белорусский поэт, филолог, переводчик.

## Биография
Родился в зажиточной крестьянской семье. Окончил школу в местечке Городея, затем городское училище в Мире. В 1914 году жил с родителями в Минске. С началом Первой мировой войны семья уехала в Тульскую губернию, где Владимир Жилка в 1915—1917 гг. учился в Богородицком сельскохозяйственном училище. В 1916 году окончил Слонимскую высшую образовательную школу и поступил в Ковенское сельскохозяйственное училище.
С 1917 года — в Белорусской социалистической громаде, затем — белорусский эсэр
В 1919 году начинает работать агрономом в Минске, но заболевает туберкулёзом и уезжает к деду в деревню Подлесье Новогрудского уезда.
В 1921 году  Жилка уезжает в Вильно, затем в Ковно, Двинск. В 1923 году поступил в Пражский университет, учился на историко-филологическом факультете (1923—1926), получая стипендию чешского правительства
В качестве редактора пражского студенческого журнала «Новы прамень» приглашён в 1926 году в Минск для участия в научной конференции по реформе белорусского правописания. Остался в СССР. Работал литературным сотрудником в республиканской газете «Звязда» и музыкальном техникуме.
Состоял в творческих объединениях «Маладняк» и «Узвышша». Переводил для Белгоскино.
В 1931 году арестован и осуждён по делу «Саюза вызвалення Беларусі» (дело «Союза освобождения Белоруссии») и отправлен в ссылку на 5 лет, которую отбывал в Уржуме Вятской области, где работал завхозом и преподавателем литературы в медицинском техникуме.
В это время обострилась его давняя болезнь ― туберкулёз, от которого он и умер. Похоронен в Уржуме. Реабилитирован в 1960 году Судебной коллегией Верховного суда.
Дочь — Наталья Лазорева (Беата).

## Творчество
При жизни поэта изданы три книги: поэма «Уяўленне» Воображение (1923), сборники стихов «На ростанях» На росстанях / На раздорожье (1924), «З палёў Заходняй Беларусі» С полей Западной Белоруссии (1927). Эмигранты Ант. Адамович и Ян Станкевич составили первый посмертный сборник, «Творы» Произведения (1953). Советский литературовед Вл. Колесник подготовил три издания (1970, 1986, 1996). Неточности и редакторские искажения исправлены в публикациях М.Скоблы (1998), И. Богданович (2016).
Дебют — стихотворение «Покліч» в минской газете Беларусь (25.I.1920).
Печатался в западнобелорусских газетах и журналах «Беларускія ведамасці», «Наша думка», «Наша будучыня», «Новае жыццё». Активно участвовал в литературной жизни университета, организовал литературные вечера, редактировал журнал «Перевясло».
Поэт лирического склада, творчески переносил традиции европейского романтизма на почву белорусской литературы. В символических образах поэтизировал жертвенное служение родине и свободе. В текстах второй половины 1920-х усилены интеллектуализм, изящная техника стиха.
Сохранились его переводы на белорусский язык стихов и прозы (1 рассказ и 1 статья) из украинской (Олесь, Агатангел Крымский), французской (Шарль Бодлер), норвежской (Ибсен) польской (Адам Мицкевич, Бруно Ясенский), чешской (Юлиус Фучик, Иржи Волькер) литературы; утрачены ― «Демон» Михаила Лермонтова и «Моисей» Ивана Франко.

## Произведения
- Вершы. ― Мн., 1970.
- Пожні. ― Мн., 1986.
- Творы.― Мн., 1996.
- Час ветровея. ― Мн,1987
- Уладзімір Жылка. Выбраныя творы /; [Уклад., прадм. і камент. М. Скоблы]. ― Мн.: Міжнар. фонд «Бел. Кнігазбор», 1998. ISBN 985-6318-19-X.
- Творы / Уладзімір Дубоўка, Уладзімір Жылка, Язэп Пушча; — Мінск : Мастацкая літаратура, 2016. — 726 с. — (Залатая калекцыя беларускай литаратуры. Т. 13). — ISBN 978-985-02-1732-5